# نادي الشمال (موريتانيا)
نادي الشمال لكرة القدم هو نادي كرة قدم موريتاني مقره بنواكشوط. تأسس عام 2003 تحت مسمى نادي تجكجة لكرة القدم
في 2022، أُعلن عن تغيير اسمه من نادي تجكجة إلى نادي الشمال.